# Luisenfriedhof I
Luisenfriedhof I, também denominado Alter Luisenfriedhof, é um cemitério evangélico de Berlim, localizado no bairro Charlottenburg, estabelecido em 1815, com área de 1,33 hectares. É tombado como patrimônio histórico.

## Sepultamentos notáveis
- Adolf Ferdinand Wenceslaus Brix (1789–1870), arquiteto, matemático e teólogo (sepultura não preservada)
- Ludwig Cauer (1792–1834), pedagogo (sepultura não preservada)
- Johann Christian Gottfried Dressel (1751–1824), padre e cronista de Charlottenburg
- Friedrich Gebauer (1830–1903), fabricante de máquinas
- Alfred Gottwaldt (1949–2015), jurista, historiador, diretor da seção Transporte Ferroviário do Museum für Verkehr und Technik
- Hermann von Helmholtz (1821–1894), físico e primeiro presidente da Physikalisch-Technischen Reichsanstalt em Charlottenburg
- Ulrich Angelbert von der Horst (1793–1867), general de Schleswig-Holstein (sepultura não preservada)
- Paul Kohlstock (1861–1901), oficial sanitáriio e médico dos trópicos (sepultura não preservada)
- Ernst March (1798–1847), fabricante de cerâmicas, e sua família
- Wilhelm Meinhold (1797–1851), teólogo, poeta e escritor (sepultura não preservada)
- Max Mensing (1886–1945), cantor e ator
- Rolf Moebius (1915–2004), ator
- Otto Ferdinand Sydow* (1754–1818), Bürgermeister von Charlottenburg
- Robert Warschauer junior (1860–1918), Bankier. Grabanlage von Ernst von Ihne

(* = Ehrengrab des Landes Berlin)